# Leonhard Fleischberger
Leonhard Fleischberger (* 24. Januar 1894 in Pyrbaum; † 29. September 1970) war im Vorstand der 1923 in München gegründeten die „Bayerische Warenvermittlung landwirtschaftlicher Genossenschaften AG“ (BayWa) und Generaldirektor der Zentral-Handelsgesellschaft Ost für landwirtschaftlichen Absatz und Bedarf mbH (ZO oder ZHO), die Mitte 1941 gegründet wurde, um die ernährungswirtschaftlichen Güter des vom Deutschen Reich besetzten Ostens zu erfassen, zu lagern, zu transportieren und abzurechnen und die Landwirtschaft des Ostens mit Produktionsmitteln und Bedarfsgütern zu versorgen.
Nach dem Zweiten Weltkrieg war Leonhard Fleischberger Leiter der – mit Wirkung vom 1. November 1948 aufgelösten – Außenhandelsstelle der Verwaltung für Ernährung, Landwirtschaft und Forsten (VELF) des Vereinigten Wirtschaftsgebietes. Im Jahr 1959 war er Vorstand der Süddeutschen Zucker-AG, Mannheim, deren Aufsichtsratsvorsitzender Hermann Josef Abs war.
Erster Aufsichtsratsvorsitzender der am 31. Juli 1951 von der Süddeutschen Zuckerrübenverwertungs-Genossenschaft (SZVG) gegründeten Zuckerfabrik Franken GmbH in Ochsenfurt wurde Dr. Hans Hege, sein Stellvertreter war das Südzucker-Vorstandsmitglied Leonhard Fleischberger.
Fleischberger war Inhaber des Bundesverdienstkreuzes 1. Klasse und der Silbernen Bayerischen Staatsmedaille. 1960 trat er in den Ruhestand ein. Er starb am 29. September 1970 im Alter von 76 Jahren.

## Schriften
- Fleischberger, Leonhard, Die ZO. im Osteinsatz, in: Der Vierjahresplan 7 (1943), S. 212–216.